# Google Public DNS
Google Public DNS — интернет-сервис корпорации Google, предоставляющий общедоступные DNS-серверы. Открыт в декабре 2009 года. По словам компании, обеспечивает ускорение загрузки веб-страниц за счет повышения эффективности кэширования данных, а также улучшенную защиту от спуфинга.

## Серверы
Google Public DNS предоставляет следующие адреса публичных серверов для DNS-запросов:
- 8.8.8.8
- 8.8.4.4

Также серверы имеют IPv6-адреса:
- 2001:4860:4860::8888
- 2001:4860:4860::8844

## Приватность
Google заверяет, что Public DNS будет использоваться только для ускорения загрузки веб-сайтов и не будет собирать персональные данные. IP-адреса пользователей сервиса будут храниться в системе не более 48 часов. Информация о провайдере и местоположении — не более двух недель. Сугубо конфиденциальные данные, такие как имя пользователя и его физический адрес, компания записывать не будет. Собираемая сервисом информация будет использоваться исключительно в технических целях для повышения качества обслуживания.
Однако основатель конкурирующего сервиса OpenDNS Дэвид Улевич считает, что Google будет заботиться не столько о сохранности персональных данных, сколько о собственной выгоде. Он говорит, что Google, как один из крупнейших игроков на рынке интернет-рекламы, со временем неизбежно начнёт внедрять собственную контекстную рекламу на веб-страницах. Кроме того, исполнительный директор Google Эрик Шмидт заявил, что компания «в некоторых случаях» может раскрыть информацию о личных данных, которая может стать причиной для повестки в суд.
В целях защиты передаваемых данных от прослушивания промежуточными узлами сети Интернет (интернет-провайдером, правительством, системами DPI) сервис Google Public DNS поддерживает применение шифрованных комбинаций протоколов: DNS поверх TLS (RFC 7766) и DNS поверх HTTPS.